# شهرستان توتسکی
شهرستان توتسکی (به لاتین: Totsky District) یک شهرستان در روسیه است که در استان اورنبورگ واقع شده‌است.